# 斉藤浩史
斉藤 浩史（さいとう ひろし、1970年11月13日 - ）は日本の実業家、元サッカー選手。工業用部品メーカー・商社である株式会社協同の代表取締役社長。現役時代のポジションはディフェンダー。
弟で協同の代表取締役副社長を務める斉藤剛史も清水エスパルスに所属した元サッカー選手である。

## 来歴

### サッカー選手として
読売クラブユース出身。18歳でトップチームに昇格し、プロ契約を結んで日本サッカーリーグでプレー。大型ディフェンダーとして年代別の日本代表にも選ばれ、オリンピック代表候補として国際親善試合に出場した経験も有する。
Jリーグ発足前の1992年、本人の「Jリーグ開幕前にブラジルでプロとしてプレーしたい」という意向もあってブラジル・サンパウロ州選手権（1部リーグ）所属のキンゼ・ジ・ジャウーに移籍（日本のプロ契約選手として初めての正式な移籍手続きの事例）。そこでの試合中のプレーがエメルソン・レオンの目に留まり、翌年清水エスパルスに入団する。Jリーグ開幕戦ではベンチ入りも出場機会が無かったが、第2節のホーム開幕戦・広島戦では先発出場を果たす。しかし、足の大けがもあって、清水での出場は2年間で16試合に留まった。
1995年、当時旧JFLに所属していたブランメル仙台に移籍、1年間プレーして現役引退した。

### 実業家として
現役引退後、家業である協同ゴム工業株式会社（現・株式会社協同）に入社。台湾の事業を任される。その後、タイの現地法人設立に携わるなど経験を積み、2013年9月に父・斉藤守弘の後を継いで代表取締役社長に就任する。
社長就任後は会社としてサッカー界との関わりを強め、2016年には日本障がい者サッカー連盟 (JIFF) のパートナー企業に就任。2023年10月にはガバナンス上の問題が発覚していたJFL所属の鈴鹿ポイントゲッターズの運営会社である株式会社アンリミテッドの支援企業として、同社の全株式を取得した。

## 個人成績
| 国内大会個人成績 | 国内大会個人成績 | 国内大会個人成績 | 国内大会個人成績 | 国内大会個人成績 | 国内大会個人成績 | 国内大会個人成績 | 国内大会個人成績 | 国内大会個人成績 | 国内大会個人成績 | 国内大会個人成績 | 国内大会個人成績 |
| 年度             | クラブ           | 背番号           | リーグ           | リーグ戦         | リーグ戦         | リーグ杯         | リーグ杯         | オープン杯       | オープン杯       | 期間通算         | 期間通算         |
| 年度             | クラブ           | 背番号           | リーグ           | 出場             | 得点             | 出場             | 得点             | 出場             | 得点             | 出場             | 得点             |
| 日本             | 日本             | 日本             | 日本             | リーグ戦         | リーグ戦         | リーグ杯         | リーグ杯         | 天皇杯           | 天皇杯           | 期間通算         | 期間通算         |
| ---------------- | ---------------- | ---------------- | ---------------- | ---------------- | ---------------- | ---------------- | ---------------- | ---------------- | ---------------- | ---------------- | ---------------- |
| 1989-90          | 読売             |                  | JSL1部           |                  |                  |                  |                  |                  |                  |                  |                  |
| 1990-91          | 読売             |                  | JSL1部           |                  |                  |                  |                  |                  |                  |                  |                  |
| 1991-92          | 読売             |                  | JSL1部           |                  |                  |                  |                  |                  |                  |                  |                  |
| 1993             | 清水             | -                | J                | 15               | 0                | 0                | 0                | 0                | 0                | 15               | 0                |
| 1994             | 清水             | -                | J                | 1                | 0                | 0                | 0                | 0                | 0                | 1                | 0                |
| 1995             | B仙台            |                  | 旧JFL            | 20               | 0                | -                | -                |                  |                  |                  |                  |
| 通算             | 日本             | 日本             | J                | 16               | 0                | 0                | 0                | 0                | 0                | 16               | 0                |
| 通算             | 日本             | 日本             | JSL1部           | 10               | 0                |                  |                  |                  |                  |                  |                  |
| 通算             | 日本             | 日本             | 旧JFL            | 20               | 0                | -                | -                |                  |                  |                  |                  |
| 総通算           | 総通算           | 総通算           | 総通算           | 46               | 0                |                  |                  |                  |                  |                  |                  |